# The Iron Ladies
The Iron Ladies (in thailandese สตรีเหล็ก, Satri lek, lett. "Donne d'acciaio") è un film del 2000 diretto da Yongyut Thongkongthun, al suo esordio cinematografico.
È stato uno dei primi film thailandesi a fornire una rappresentazione della comunità LGBT.

## Trama
È la storia vera di come una scalcinata squadra di Lampang, composta interamente da kathoey (termine che in thailandese indica indiscriminatamente omosessuali, transessuali e travestiti), ha vinto in maniera inaspettata il campionato nazionale di pallavolo nel 1996.

## Produzione
Ha avuto un budget di 12 milioni di baht, pari a 280 000 dollari. I personaggi sono stati tutti interpretati da attori eterosessuali, ad eccezione di Pia, interpretata dalla transessuale Kokkon Benchathikun.

## Distribuzione
È stato distribuito nelle sale cinematografiche italiane da Sharada a partire dal 28 gennaio 2005.

## Accoglienza
In patria, il film è stato un enorme successo al botteghino, con un incasso di 100 milioni di baht, una cifra pari a 3,5 milioni di dollari statunitensi. È diventato il secondo film thailandese di maggiore incasso di sempre all'epoca della sua uscita, dopo Nang Nak. Ha riscosso successo anche in altri mercati esteri, come Hong Kong, dove, doppiato in cantonese, è stato il maggiore incasso del suo fine settimana d'esordio, pari a quasi 1 milione di dollari. È stato il primo film thailandese ad ottenere una distribuzione commerciale negli Stati Uniti, nonché il primo successo commerciale dell'industria cinematografica thailandese a livello internazionale, tre anni prima di Ong-Bak - Nato per combattere.